# 23041 Hunt
23041 Hunt este un asteroid din centura principală de asteroizi.

## Descriere
23041 Hunt este un asteroid din centura principală de asteroizi. A fost descoperit pe 6 decembrie 1999 la Socorro, New Mexico, în cadrul proiectului LINEAR. Asteroidul prezintă o orbită caracterizată de o semiaxă mare de 2,96 ua, o excentricitate de 0,08 și o înclinație de 4,0° în raport cu ecliptica.